# Silvia García
Silvia García García (nacida en Murcia, 1966) es una periodista española especializada en medioambiente. En 2023, fue galardonada con el Premio Fundación BBVA a la Conservación de la Biodiversidad en la modalidad de Difusión del Conocimiento y Sensibilización en Conservación de la Biodiversidad, dedicada a formatos audiovisuales.

## Trayectoria
Inició su trayectoria en Televisión Española (TVE), donde en 1994 fue parte del equipo fundador de La 2 noticias, junto a Lorenzo Milá y Fran Llorente. En este espacio informativo, asumió el desafío de incluir de forma inédita temas de medio ambiente en los informativos diarios de la cadena, marcando un hito en la televisión de España. En agosto de 1998, fue fichada por Antena 3 Noticias como especialista en temas medioambientales. Desde entonces, ha mantenido una presencia constante en la información especializada sobre medio ambiente, logrando que esta temática sea una parte importante de la programación informativa.
Ha realizado numerosos reportajes sobre biodiversidad y conservación, tanto a nivel internacional como nacional, y ha realizado colaboraciones para impulsar la concienciación ambiental en ámbitos que van desde la pesca y acuicultura sostenible. Entre sus trabajos destacados se encuentran una serie documental sobre las Islas Galápagos y otro sobre el Corredor Biológico Verde de América Central. En el ámbito español, ha cubierto iniciativas como la cría en cautividad del lince ibérico, la recuperación del quebrantahuesos y el buitre negro. Además, su trabajo ha sido clave para visibilizar la transición energética, con coberturas sobre el manejo de residuos nucleares en Finlandia y Suecia, el desarrollo de un parque solar en México y un parque eólico marino en el Mar Báltico.

## Reconocimientos
El Ministerio de Medio Ambiente reconoció en 2003 a Silvia García con el Premio Nacional de «Periodismo Ambiental» por su contribución a la sensibilización pública sobre la importancia de la conservación de la biodiversidad y el desarrollo de energías sostenibles. Este premio lo compartió con Javier Grégori Roig.
En 2023, García fue galardonada con el Premio Fundación BBVA a la Conservación de la Biodiversidad en la modalidad de Difusión del Conocimiento y Sensibilización en Conservación de la Biodiversidad, dedicada a formatos audiovisuales en su XIX edición. El jurado valoró su “dilatada y exitosa trayectoria de varias décadas como periodista comprometida y especializada en medio ambiente en programas informativos de diferentes cadenas”. Este reconocimiento destacó su labor en llevar la información ambiental a amplias audiencias con rigor y un enfoque positivo. Compartió este reconocimiento con el geógrafo y climatólogo Jacob Petrus, director del programa Aquí la Tierra de Televisión Española (TVE).